# Edward Edwards (amiral)
Pour les articles homonymes, voir Edward Edwards et Edwards.

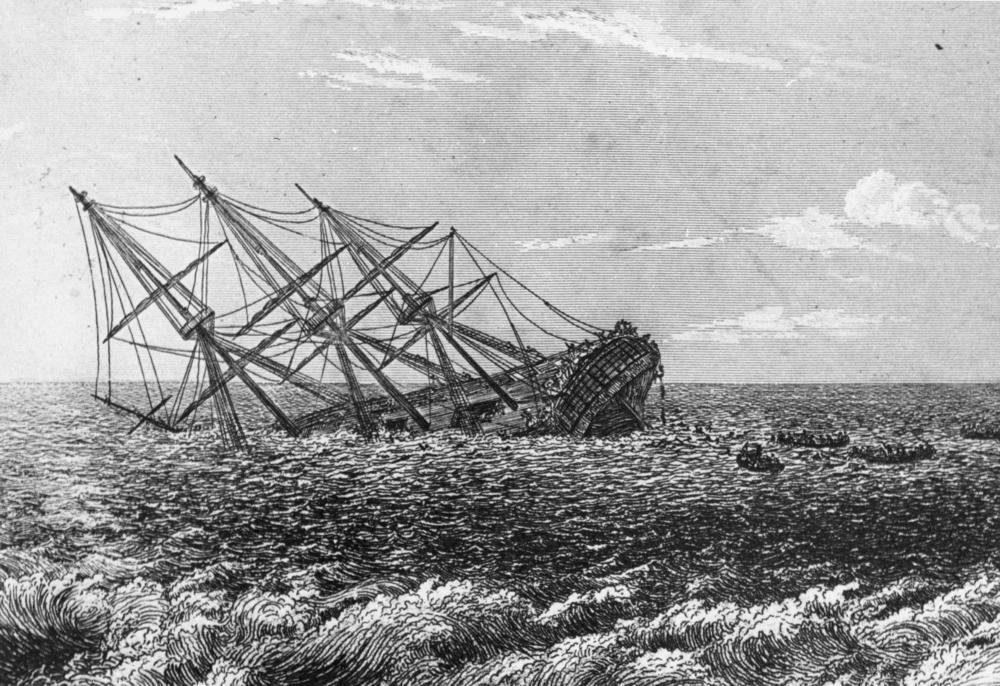
Le naufrage de la Pandora

Edward Edwards, né en 1742 à Water Newton près de Peterborough dans l'Huntingdonshire au Royaume-Uni et mort le 13 avril 1815 à Bloomsbury, est un navigateur britannique de la Royal Navy.
Il est surtout célèbre pour avoir été le capitaine de la frégate HMS Pandora, que l'amirauté britannique envoya dans l'océan Pacifique Sud à la poursuite des mutins de la Bounty.
Il devint amiral de la marine britannique.

## Biographie
Lieutenant (1759), il est promu capitaine en 1781 et, envoyé en 1790 à la recherche des mutinées de la Bounty, voyage alors dans le Pacifique. Il visite la Nouvelle-Guinée et les Samoa et en 1791, découvre l'île Rotuma ainsi qu'officiellement l'île de Vanikoro où ont sombré les navires de La Pérouse en 1788. Il la baptise alors île Pitt.
Lors de sa poursuite de la Bounty, le capitaine Edwards fait les premières mentions attestées en mars 1791 des atolls de Marutea Sud, Vahanga, Tenarunga, Tenararo, et Tureia (quelques-uns d'entre eux auraient cependant été abordés par Pedro Fernandes de Queirós lors de son voyage de 1605).
Il trouve à Tahiti quelques mutinées de la Bounty puis fait naufrage le 28 août 1791 dans le détroit de Torrès où il perd trente-et-un de ses marins et quatre mutins. Jugé à son retour en cour martiale pour la perte de la Pandora, il est acquitté.
Il est promu amiral en 1814.
Jules Verne le mentionne dans ses romans Vingt Mille Lieues sous les mers (partie 1, chapitre XX) et L'île à hélice (partie 2, chapitre II).
Le personnage est également mentionné dans le roman historique Les Révoltés de la Bounty (Mutiny on the Bounty) de James Norman Hall et Charles Nordhoff, publié en 1932 (à partir du chapitre XIV La Pandora).